# Råberget, Larsmo
Råberget är några små öar i Finland. De ligger i sjön Larsmosjön. Huvudsakligen ligger de i kommunen Larsmo i landskapet Österbotten, medan en mindre del ligger i Karleby i landskapet Mellersta Österbotten. Arean för den av öarna koordinaterna påekar på är 0,2 hektar och omkring 30 meter norr om den ligger en annan ö i samma storleksordning, medan öarna öster om gränsen är betydligt mindre.